# Герсиф
Герсиф (араб. جرسيف‎) — город в Марокко, расположенный в области Восточная, в составе которой является административным центром одноимённой провинции Герсиф. 
До 2015 года входил в состав ныне упразднённой области Таза-Эль-Хосейма-Таунат.

## Географическое положение
Центр города располагается на высоте 373 метров над уровнем моря.

## Демография
Население города по годам:
| 2004   | 2012   |
| ------ | ------ |
| 57 307 | 59 257 |

## Транспорт
Ближайший аэропорт расположен в городе Тазе.